# Низ (Няндомский район, у реки Воезерка)
Низ — деревня в Няндомском районе Архангельской области.

## География
Находится в юго-западной части Архангельской области на расстоянии приблизительно 38 км на восток по прямой от административного центра района города Няндома на левом берегу речки Воезерка.

## История
В 1873 году здесь было учтено 17 дворов, в 1905 — 28. Тогда деревня входила в Каргопольский уезд Олонецкой губернии. До 2022 года входила в Мошинское сельское поселение до его упразднения.

## Население
Численность населения: 95 человек (1873 год), 158 (1905), 53 (русские 92 %) в 2002 году, 55 в 2010.